# Charing Cross Station
Charing Cross Station – stacja kolejowa znajdująca się w centrum Londynu, w dzielnicy City of Westminster. Stacja została otwarta w 1864, obecnie posiada 6 peronów i obsłużyła w 2005 4,825 mln pasażerów.
Poza godzinami szczytu, ze stacji odjeżdżają średnio 33 pociągi na godzinę. Operatorem większości z nich jest firma Southeastern, która jeździ stąd do następujących miast:
- Hastings
- Royal Tunbridge Wells
- Ramsgate
- Dover
- Margate
- Orpington
- Gravesend
- Gillingham
- Dartford
- Hayes
- Sevenoaks

Ponadto ze stacji odjeżdżają średnio dwa pociągi na godzinę do Tattenham, których operatorem jest firma Southern.